# Konus (isola)
L'isola Konus (in russo остров Конус?; in italiano "cono") è un'isola della Russia nel mare di Ochotsk. Amministrativamente appartiene al Karaginskij rajon del Territorio della Kamčatka, nel Circondario federale dell'Estremo Oriente. L'isola si trova vicino alla costa occidentale della Kamčatka, nella baia della Penžina, a nord-ovest di capo Kingi. L'isola ha un'altezza di 258 m. In direzione sud-ovest, vicina alla costa, è situata l'isola Ivin'ičaman.